# Sonova
 (octobre 2013).
Si vous disposez d'ouvrages ou d'articles de référence ou si vous connaissez des sites web de qualité traitant du thème abordé ici, merci de compléter l'article en donnant les références utiles à sa vérifiabilité et en les liant à la section « Notes et références ».
Sonova (Sonova Holding AG) - jusqu'au 31 juillet 2007 Phonak (Phonak Holding AG) - est une société suisse spécialisée dans le domaine de l'audition et des systèmes de communication sans fil. Son siège est basé à Stäfa, en Suisse. Sonova développe et commercialise des solutions auditives sur deux segments : les aides auditives et les implants cochléaires. Le groupe opère grâce à ses marques commerciales Phonak, Hansaton, Unitron, Advanced Bionics et Connect Hearing.
Le 1er août 2007 Phonak AG a officiellement changé son nom pour Sonova Holding AG.

## Histoire
Les racines de Sonova remontent à la "AG für Elektroakustik" qui a été fondée en 1947. La compagnie a été achetée par Ernst Rihs en 1965. En septembre 2007, le groupe Sonova Holding AG est créé, le groupe employait alors environ 4200 employés dans le monde. C'est aujourd'hui la seule entreprise qui combine une telle expertise technologique globale dans le domaine des aides auditives et des implants cochléaires.
En 2009, le groupe fait l'acquisition de Advanced Bionics, spécialisé dans les implants cochléaires qui bénéficiera de l'expertise technologique et commerciale du groupe pour développer ce marché encore jeune.
En octobre 2012, la fondation Hear The World - précédemment lancée par Phonak - devient une initiative globale du groupe Sonova.
En 2015, le groupe compte plus de 10 000 employés et est présent dans plus de 90 pays à travers le monde.
La compagnie développe des aides auditives, des accessoires sans fils, des dispositifs de protection auditive et des implants cochléaires.
En 2016, la société Sonova acquiert Audionova. En 2022, Sonova rachète la division grand public de la marque allemande Sennheiser, plus précisément la division des casques.

## Marques du groupe
- Phonak[4]
- Hansaton
- Unitron
- Advanced Bionics
- Connect Hearing Group (avec Connect Hearing, entre autres, les marques Audition Santé, Boots Hearingcare, Hearing Planet, Lapperre et Triton Hearing appartiennent aussi au groupe)